# 自主的な人類絶滅運動
自主的な人類絶滅運動 (じしゅてきなじんるいぜつめつうんどう、英語: Voluntary Human Extinction Movement、VHEMT) は、人類が子作りを控えることによって、徐々に人口を減らし、最終的に自ら絶滅することを目指す環境運動である。 これを推進するグループは、人類の絶滅によって環境破壊を防ぐ事ができると考えている。 
VHEMTは1991年に米国の環境保護運動家であるレス・ナイトによって設立された。1970年代に人間の絶滅が地球の直面している問題への最善の解決策であると結論付けたナイトは、グループのニュースレターを発行し、そのスポークスマンとして活動を開始した。

## 来歴
自主的な人類絶滅運動は、オレゴン州ポートランドに住む高校教師のレス・ナイトによって創設された。1970年代に大学生として環境運動に参加した後、人口過剰こそが地球環境への最大の脅威であるとナイトは考えた。彼は人口ゼロ成長を目指す団体 (Zero Population Growth) に加わり、そして25歳の時に自身のパイプカットを行った。
彼は後に、人類の絶滅こそが地球の環境問題を解決する最良の方法だと結論付けた。彼は、このアイディアは既に多くの人類が考えてきたことだと信じている。

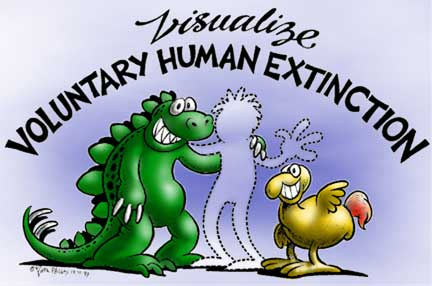
自主的な人類絶滅運動の漫画 - by Nina Paley

1991年にナイトは、VHEMTのニュースレターの発行を始めた。『この退場の時』 (These Exit Times) というタイトルで知られている。ニュースレターで彼は、子供を作らない方法によって人類を絶滅させることについて読者に尋ねている。VHEMTは漫画も発行している。『ボノボの赤ちゃん』という作品で、出産適齢期の女性が子供を産まない代わりにボノボの赤ちゃんを育てるストーリーである。1996年、ナイトはVHEMTのためのウェブサイトを立ち上げた。それは2010年までに11の言語に翻訳されている。VHEMTのロゴはvoluntary（自発的）の頭文字の"V"と北半球を下向きにした地球が特徴的である。